# Pasquale D'Ercole
Pasquale D'Ercole, född 23 december 1831 i Spinazzola, död 16 januari 1917 i Turin, var en italiensk filosof.
D'Ercole var professor i Pavia, senare i Turin, och hyllade Hegels lära, och försökte anpassa hans tankegångar för att överensstämma med den moderna vetenskapen och främst utvecklingsläran. Han kritiserade allvarligt teismen och positivismen, och kom därefter under inflytande av Pietro Cerettis panlogistiska läror och blev en ivrig anhängare av dem. Bland hans verk märks La pena di morte e la sua abolizione (1875), Il teismo filosofico cristiano (1884), samt La filosofia della natura di P. Ceretti (1892 & 1897).